# Roman Aszarin
Roman Jewhenowycz Aszarin (ur. 23 stycznia 1997) – ukraiński i węgierski zapaśnik walczący w stylu wolnym. Zajął siedemnaste miejsce na mistrzostwach świata w 2018.
Dziewiąty na mistrzostwach Europy w 2020. Trzeci na ME U-23 w 2019 roku.